# Naturschutzgebiet Volksdorfer Teichwiesen
Das Naturschutzgebiet Volksdorfer Teichwiesen liegt im Hamburger Stadtteil Volksdorf am Zusammenfluss der Flüsse Saselbek und Gussau zur Saselbek. Das Gelände erhielt am 6. Juli 1993 seinen Schutzstatus und gehört damit zu den jüngeren Naturschutzgebieten in Hamburg. Es wird heute vom BUND und dem Botanischen Verein zu Hamburg betreut.

## Beschreibung
Die Volksdorfer Teichwiesen sind eines der letzten erhaltenen Tunneltäler Hamburgs, eine Formation, die während der Weichsel-Eiszeit von unter dem Eis abfließenden Schmelzwässern in unmittelbarer Nähe des damals bei Hamburg liegenden Eisrandes geschaffen wurde. Im Vergleich zu anderen Tunneltälern wie z. B. dem Stellmoorer Tunneltal, ist das Volksdorfer Tunneltal extrem kurz und stellt daher eine geologische Besonderheit dar. 
Heute erkennt man von ihm nur noch eine sanfte Talmulde, das ursprünglich wesentlich tiefere Tal wurde mit über 14 m hohen Bodenschichten verfüllt. Es kam zur Bildung von Niedermooren mit ausgedehnten Erlenbruchwäldern. Bis 1882 befand sich hier ein großer Teich, dessen Wasser zum Betrieb von Mühlen verwendet wurde. Nach dessen Trockenlegung nutzte man das Gebiet als Weiden und legte 1911 zur besseren Entwässerung die heutigen Teiche an.
Das circa 30 Hektar große Gebiet zwischen dem Waldweg im Norden, dem Saseler Weg im Süden und dem Volksdorfer Wochenmarkt im Osten besteht aus einem von zwei Bächen durchflossenen Feuchtgebiet mit zwei Teichen.
Die Pflanzenwelt ist sehr artenreich und enthält auf vergleichsweise kleinem Raum eine für Hamburger Verhältnisse sehr große Anzahl seltener Arten. Die aus Feuchtgebieten mit Waldrändern bestehenden vielfältigen Lebensräume begünstigen eine abwechslungsreiche Tierwelt.

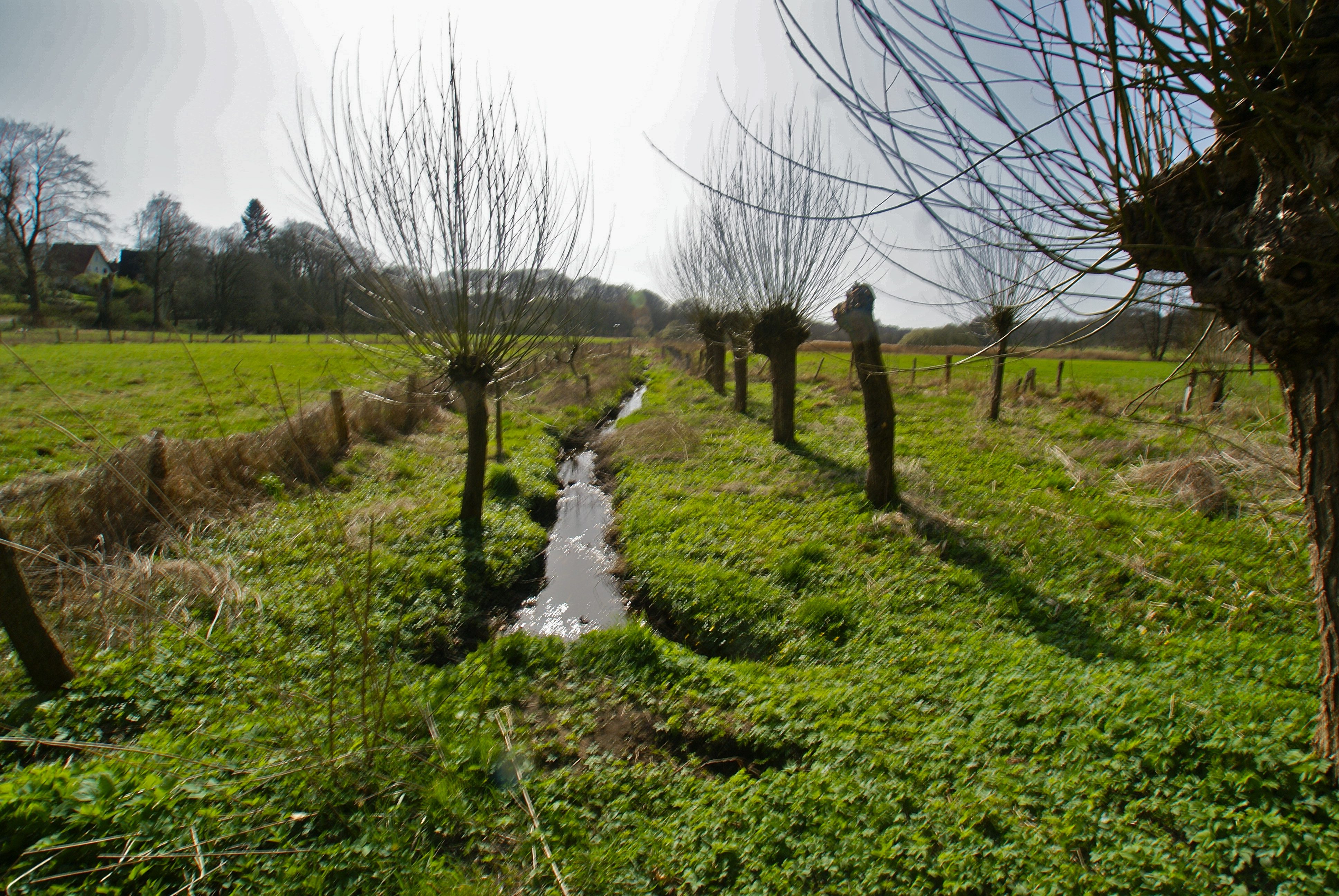
Blick auf die Gussau
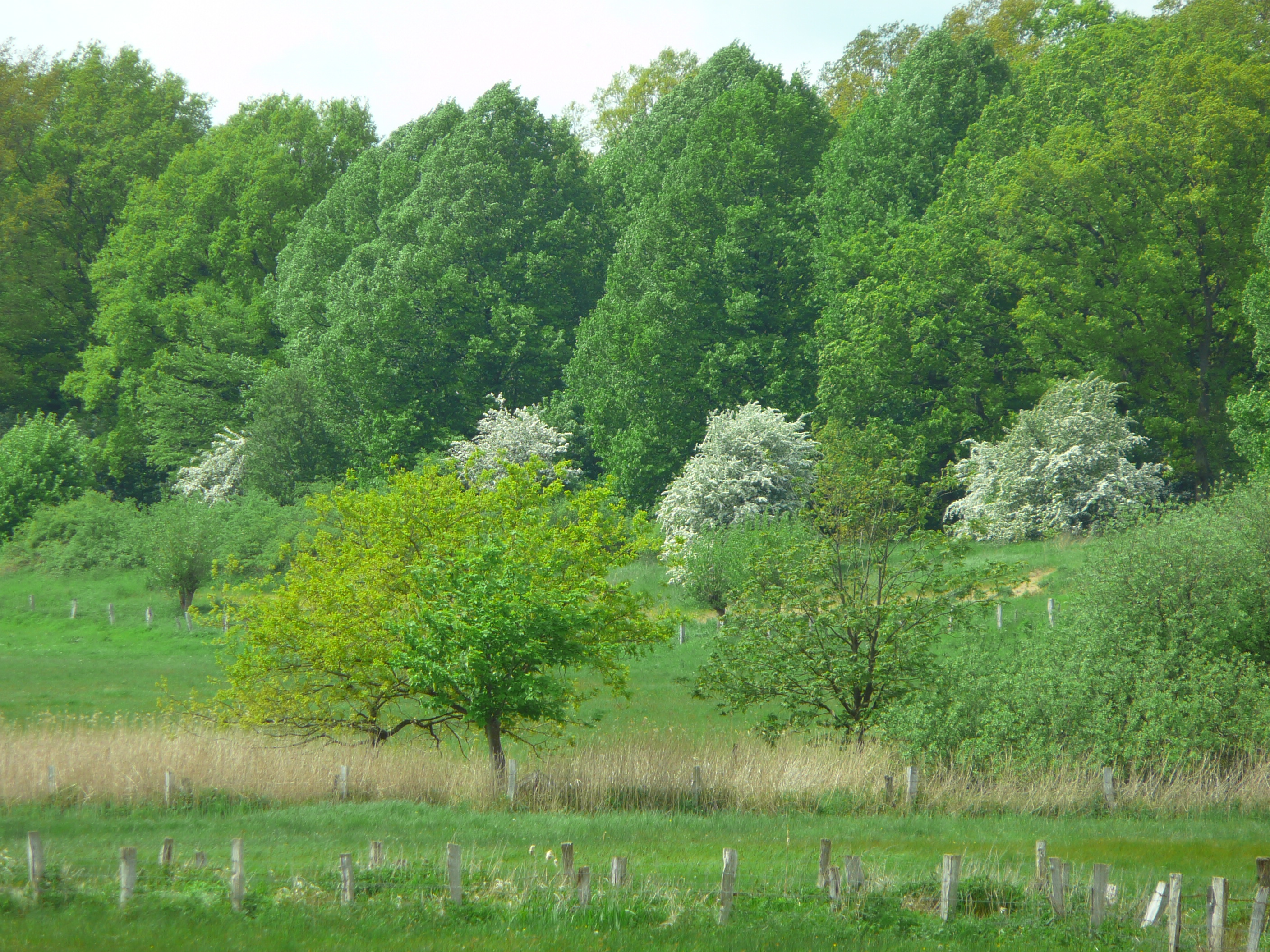
Kleinteilige Landschaft mit hoher Artenvielfalt
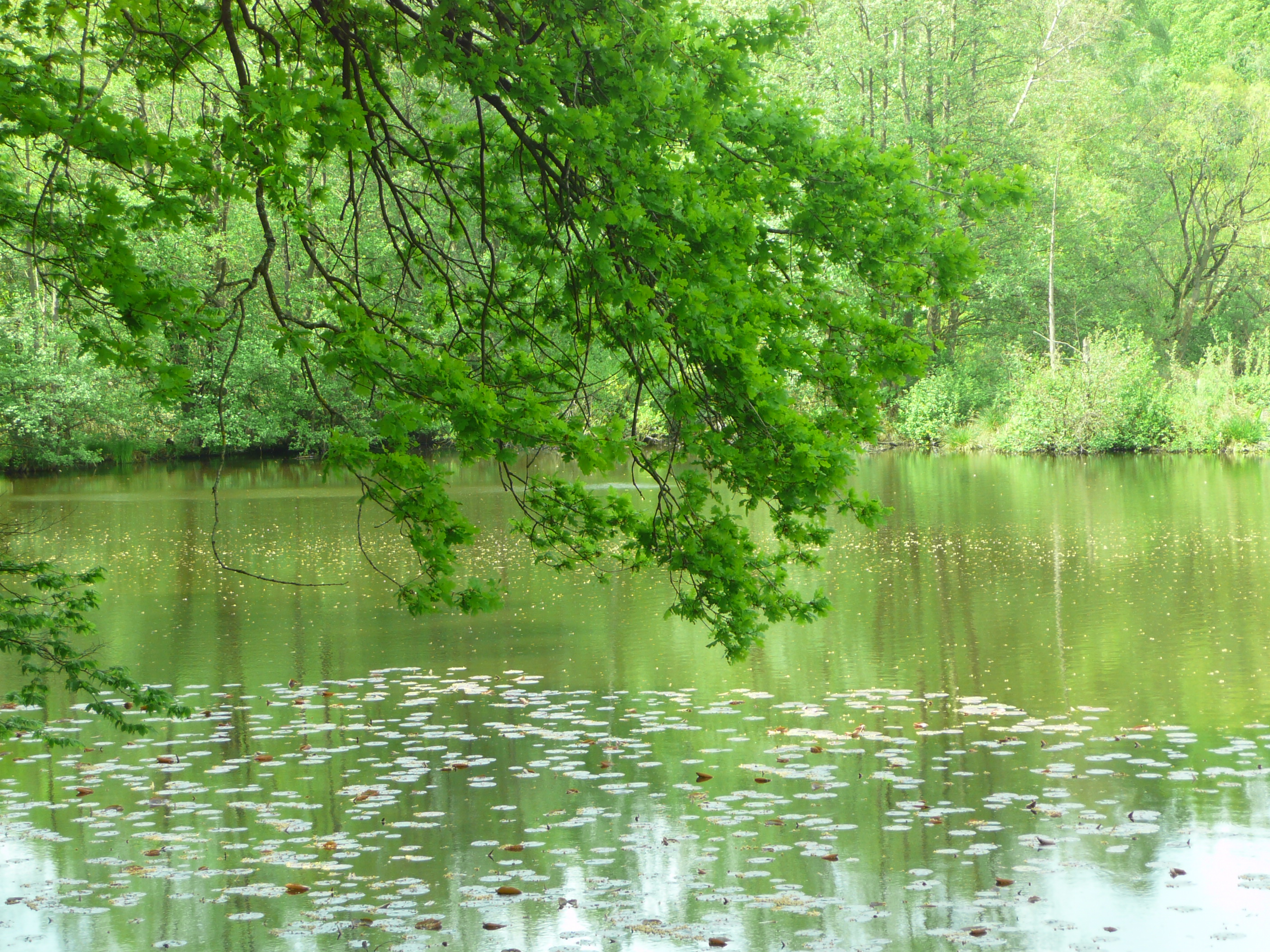
Naturnahe Teiche
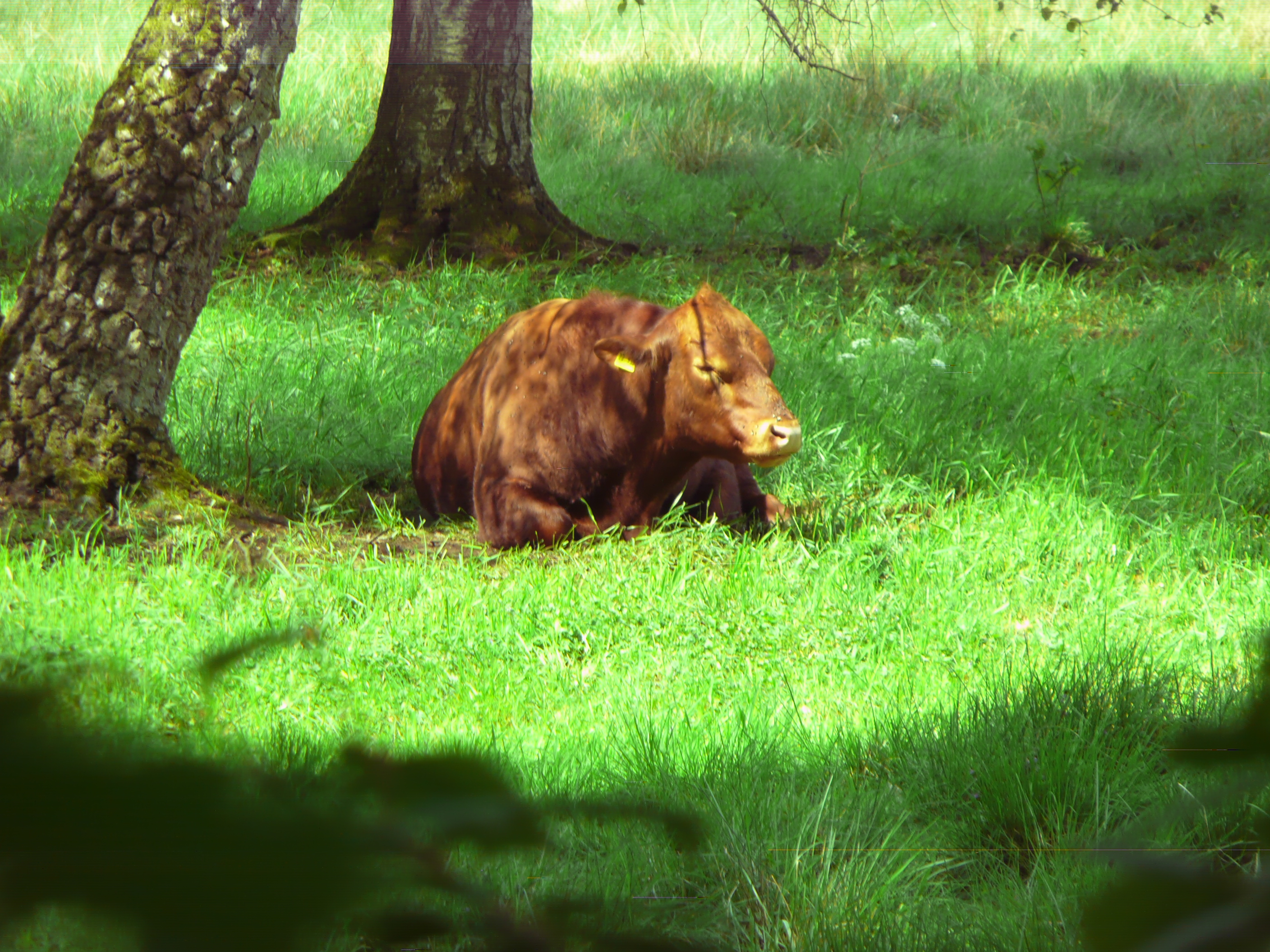
Beschauliche landwirtschaftliche Nutzung

## Flora und Fauna
Heute sind Fließ- und Stillgewässer, Röhrichte, Bruchwald und andere Gehölzbestände sowie Wiesen und Weiden mit feuchtem Untergrund eng miteinander verbunden und bieten Feuchtwiesenarten gute Lebensbedingungen. Kennzeichnend dafür sind einheimische Orchideen wie das Breitblättrige und das Gefleckte Knabenkraut sowie botanische Raritäten wie der Teufelsabbiss und die Gelbe Wiesenraute. Die Tierwelt besteht aus einer reichhaltigen Insektenpopulation, vielen Amphibien und seltenen Vögeln. Hervorzuheben sind an Insekten die Große Königslibelle, die Heidelibelle und die Sumpfschrecke, bei den Amphibien der Moorfrosch und der Grasfrosch. Brutvögel sind Kiebitz, Bekassine, Schlagschwirl und Haubentaucher. Der Eisvogel kann häufig im Gebiet angetroffen werden, auch wenn er hier nicht brütet.

## Erhaltungsmaßnahmen
Um das Gebiet vor weiterer Verschmutzung und unerwünschtem Nährstoffeintrag zu schützen, wurde 1995 am westlichen Rand eine Vorreinigungsanlage für das Oberflächenablaufwasser aus dem Volksdorfer Ortskern errichtet. Die Anlage ist eine Kombination aus Absetzbecken mit nachgeschaltetem bepflanztem Bodenfilter und stellt in dieser Art eine Pilotanlage für Hamburg dar.